# Думачов Анатолій Пантелійович
Анатолій Пантелійович Думачов (нар. 6 травня 1932, місто Карачев, тепер Брянської області, Російська Федерація — 30 листопада 2004, місто Санкт-Петербург, Російська Федерація) — радянський діяч, голова Державного комітету СРСР з професійно-технічної освіти, 1-й секретар Ленінградського міського комітету КПРС, 2-й секретар Ленінградського обласного комітету КПРС. Член Центральної Ревізійної Комісії КПРС у 1981—1990 роках. Член Президії Центральної Контрольної Комісії Комуністичної партії Російської РФСР у 1990—1991 роках. Депутат Верховної Ради СРСР 11-го скликання.

## Життєпис
Народився в родині службовця.
У 1956—1958 роках — секретар Ленінського районного комітету ВЛКСМ міста Ленінграда.
У 1957 році закінчив Ленінградський військово-механічний інститут.
Член КПРС з 1957 року.
У 1958—1960 роках — завідувач військово-фізкультурного відділу Ленінградського обласного комітету ВЛКСМ.
У 1960 працював інженером-конструктором Центрального конструкторського бюро № 574 міста Ленінграда.
У 1960—1962 роках — інструктор Петроградського районного комітету КПРС міста Ленінграда.
У 1962—1963 роках — інструктор відділу оборонної промисловості Ленінградського міського комітету КПРС.
У 1963—1964 роках — інструктор, у 1964—1969 роках — заступник завідувача, в 1969—1972 роках — завідувач відділу оборонної промисловості Ленінградського обласного комітету КПРС.
У 1972—1975 роках — секретар Ленінградського міського комітету КПРС.
У липні 1975 — 21 червня 1983 року — секретар Ленінградського обласного комітету КПРС.
21 червня 1983 — 12 березня 1984 року — 2-й секретар Ленінградського обласного комітету КПРС.
12 березня 1984 — 17 січня 1986 року — 1-й секретар Ленінградського міського комітету КПРС.
13 січня 1986 — 5 березня 1988 року — голова Державного комітету СРСР з професійно-технічної освіти.
У 1988—1990 роках — член Комітету партійного контролю при ЦК КПРС.
У 1990—1991 роках — член Президії Центральної Контрольної Комісії Комуністичної партії Російської РФСР.
З 1992 року — персональний пенсіонер у місті Санкт-Петербурзі.
Помер 30 листопада 2004 року в Санкт-Петербурзі. Похований на Кузьмоловському цвинтарі Всеволозького району Ленінградської області.

## Нагороди і звання
- орден Леніна (16.12.1981)
- орден Жовтневої Революції (28.11.1977)
- орден Трудового Червоного Прапора (25.10.1971)
- орден «Знак Пошани» (28.07.1966)
- медалі
- Державна премія СРСР (1973)